# Klasika Primavera 2019
La Klasika Primavera 2019, sessantacinquesima edizione della corsa e valevole come evento dell'UCI Europe Tour 2019 categoria 1.1, si svolse il 14 aprile 2019 su un percorso di 171,6 km, con partenza e arrivo a Amorebieta-Etxano, in Spagna. La vittoria fu appannaggio del colombiano Carlos Betancur, il quale completò il percorso in 3h57'03", alla media di 43,409 km/h, precedendo il connazionale Carlos Quintero e lo spagnolo Eduard Prades.
Sul traguardo di Amorebieta-Etxano 50 ciclisti, su 62 partenti, portarono a termine la competizione.

## Squadre e corridori partecipanti
| N.    | Cod. | Squadra                       |
| ----- | ---- | ----------------------------- |
| 1-7   | MOV  | Movistar Team                 |
| 11-18 | EUS  | Euskadi Basque Country-Murias |
| 21-26 | CJR  | Caja Rural-Seguros RGA        |
| 31-37 | BBH  | Burgos-BH                     |
| 41-48 | MZN  | Manzana Postobón Team         |
| 51-58 | EUK  | Equipo Euskadi                |
| 61-68 | KMT  | Kometa Cycling Team           |
| 71-77 | IPC  | Interpro Cycling Academy      |
| 81-87 | GUE  | Guerciotti-Kiwi Atlántico     |

## Ordine d'arrivo (Top 10)
| Pos. | Corridore          | Squadra      | Tempo    |
| ---- | ------------------ | ------------ | -------- |
| 1    | Carlos Betancur    | Movistar     | 3h57'03" |
| 2    | Carlos Quintero    | Manzana      | s.t.     |
| 3    | Eduard Prades      | Movistar     | s.t.     |
| 4    | Sergio Higuita     | Euskadi      | s.t.     |
| 5    | Txomin Juaristi    | Euskadi      | a 3"     |
| 6    | Mikel Bizkarra     | Euskadi-Mur. | a 5"     |
| 7    | Mikel Iturria      | Euskadi-Mur. | a 37"    |
| 8    | Carlos Barbero     | Movistar     | a 2'13"  |
| 9    | Mario González     | Euskadi-Mur. | s.t.     |
| 10   | Juan Felipe Osorio | Manzana      | s.t.     |